# دیسلاور
دیسلاور (به انگلیسی: Dislawar) یک منطقهٔ مسکونی در پاکستان است که در خیبر پختونخوا واقع شده‌است.